# Недић (презиме)
Недић је српско и црногорско презиме настало од имена Неда. Данас Недића има у Србији, Црној Гори и Босни и Херцеговини. 
Недићи у Црној Гори потичу из црногорских племена: Пивљани, Дробњаци, Васојевићи и Кучи. 
У Пиви Недићи су од попа Николе Копривице који се са женом Недом из племена Бањани око 1710. године одселио на катун у Пиву, село Борковићи где и данас постоји катун Николин До. Кад је Неда остала удовица, њене синове су почели да зову Недићима кад су ишли у Пивски манастир да се школују. Славе Јовањдан. У великом броју су се селили у Босну.
У Дробњаку Недићи су огранак великог дробњачког братства Косорићи. Потичу од Стевана Косорића ког су Османлије убили у Пљевљима, па се његови синови по мајци Неди прозову Недићима. Сродни су им Срдановићи и Стојановићи у Дробњаку. Славе Ђурђевдан.
У Васојевићима су огранак великог братства Мијомановић. Славе Аранђеловдан. 
У Кучима су огранак Живковића и славе Никољдан.
У Србији на Златибору постоји село Негбина у коме је највећа фамилија Недић. Има их одсељених у Македонију.
Данас Недићи углавном потичу из горе наведених места, али има и оних који су презиме добили по неком мушком или женском претку. 
Недића још има 50 кућа у околини Сремске Митровице где су дошли из Теслића.